# Beulah (Michigan)
Beulah – wieś w USA, w stanie Michigan, na Półwyspie Dolnym, w regionie  Północnym (Northern Lower Michigan), administracyjna siedziba władz hrabstwa Benzie. Miasto leży nad dużym jeziorem Clear Lake, co sprawia, że jest ono popularnym miejscem letniego wypoczynku.
Miejscowość leży na terenie o urozmaiconej, poglacjalnej rzeźbie, w odległości około 12 km na wschód od miejscowości Frankfort, leżącej nad jeziorem Michigan.  W 2010 r. miejscowość zamieszkiwały 342 osoby, a w przeciągu dziesięciu lat liczba ludności zmniejszyła się o 5,8%.